# 271235 Bellay
271235 Bellay este un asteroid din centura principală de asteroizi.

## Descriere
271235 Bellay este un asteroid din centura principală de asteroizi. A fost descoperit pe 18 octombrie 2003 la Barberey-Saint-Sulpice de Observatorul din Saint-Sulpice. Asteroidul prezintă o orbită caracterizată de o semiaxă mare de 2,89 ua, o excentricitate de 0,04 și o înclinație de 1,6° în raport cu ecliptica.